# Richard Saunders Dundas

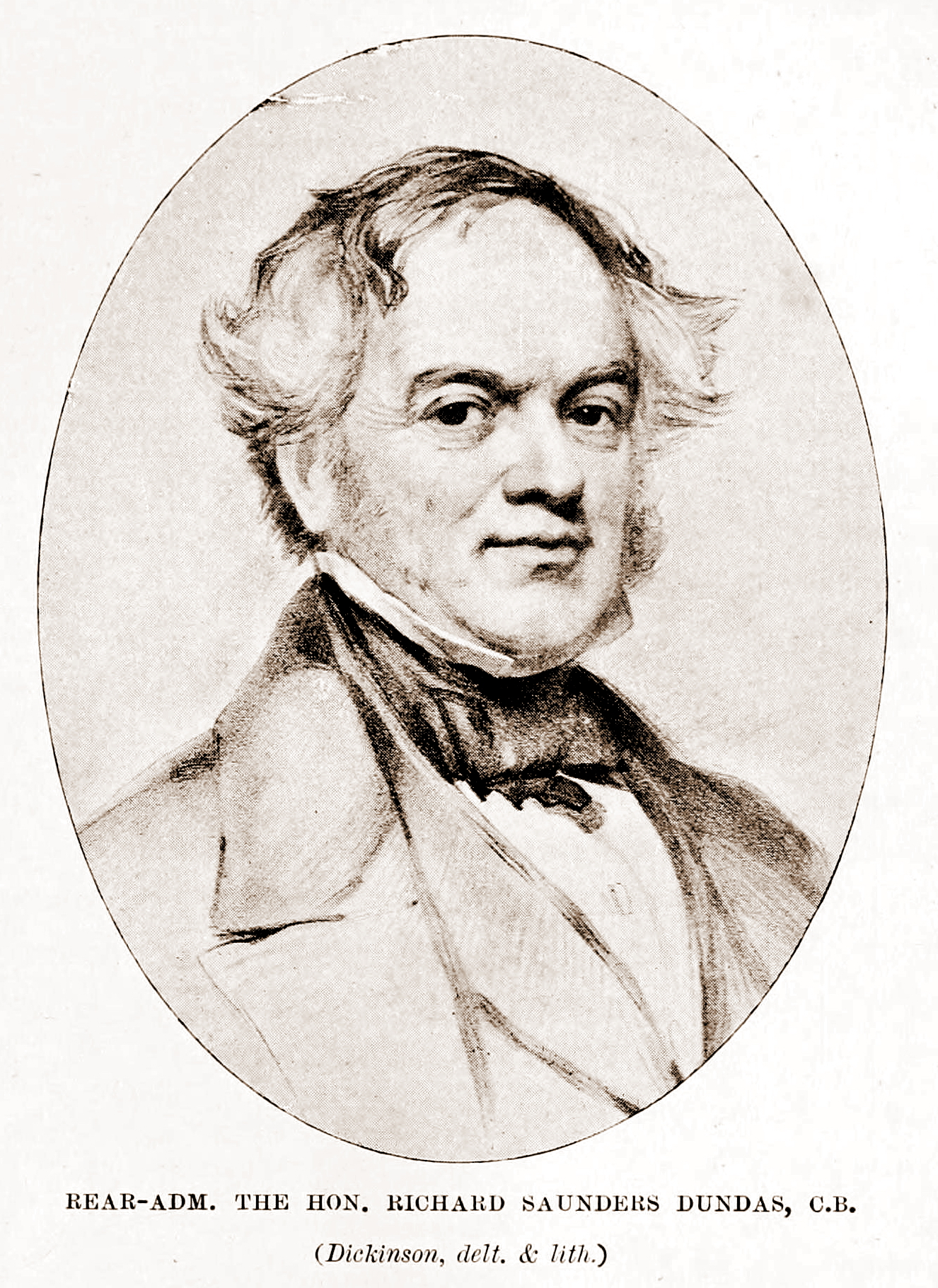
Hon. Richard Saunders Dundas, CB, um 1855

Sir Richard Saunders Dundas KCB (* 11. April 1802; † 3. Juni 1861 in London) war ein britischer Marineoffizier, zuletzt im Rang eines Vizeadmirals.

## Leben
Dundas war der zweite Sohn des Ersten Lords der Admiralität, Robert Dundas, 2. Viscount Melville, aus dessen Ehe mit Anne Huck-Saunders.
Er besuchte die Harrow School und trat 1817 in die Royal Navy ein. Er wurde 1821 zum Lieutenant, 1823 zum Commander und 1824 zum Captain befördert. Er übernahm 1823 sein erstes Kommando und befehligte zwischen 1827 und 1828 das Linienschiff Warspite von 76 Kanonen, das erste Fahrzeug dieser Klasse, das eine Weltumsegelung ausführte. 1840 nahm Dundas als Kommandant der Melville, eines Linienschiffs mit 72 Kanonen, am Ersten Opiumkrieg gegen China teil, wo er sich bei der Eroberung der Insel Tschu-san hervortat. 1841 wurde er als Companion des Order of the Bath ausgezeichnet. 1848 wurde er Kommandant eines Linienschiffs der Mittelmeerflotte. Ab 1852 hatte er das Amt eines Sekretärs des Ersten Lords der Admiralität Thomas Hamilton, 9. Earl of Haddington, inne und wurde 1853 zum Rear-Admiral befördert. 1856 wurde er zum Knight Commander des Order of the Bath erhoben.
Nach der Entlassung Napiers erhielt er im Krimkrieg das Oberkommando über die britisch-französische Ostseeflotte mit dem Flaggschiff Duke of Wellington und segelte im April 1855 ab. Indessen verlief der größte Teil des Feldzugs ohne entscheidende Operationen, bis sich Dundas zur Beschießung von Sveaborg (9. bis 11. August) entschloss. Im Winter 1856/57 befehligte er ein Geschwader im Ärmelkanal und vor Portugal und wurde dann Erster Lord der Admiralität und 1858 zum Vice-Admiral befördert.
Er starb 1861 in London an einem Herzinfarkt. Er blieb unverheiratet und kinderlos.